# Nikephoros Komnenos
Nikephoros Komnenos (mittelgriechisch Νικηφόρος Κομνηνός; * um 975 [?]; † nach 1027) war ein byzantinischer General und Rebell gegen Kaiser Konstantin VIII.

## Leben
Im Jahr 1021 hatte das Byzantinische Reich nach Verhandlungen in Trapezunt zwischen Kaiser Basileios II. und David, dem Sohn von König Seneqerim Johannes, das armenische Königreich Vaspurakan im Austausch gegen Territorien in Mittelanatolien annektiert. Der Protospatharios Nikephoros Komnenos, der vielleicht ein älterer Bruder des späteren Kaisers Isaak I. war, wurde um 1022 als Strategos des neu geschaffenen Themas Vasprakania eingesetzt und mit der vollständigen Eingliederung des Gebiets in die byzantinische Militär- und Zivilverwaltung beauftragt. In diesem Zusammenhang eroberte Nikephoros auch das nördlich des Vansees gelegene Fürstentum Arčēš.
Nikephoros blieb auch unter Konstantin VIII. als Strategos im Amt, bis er 1026 abgesetzt und nach Konstantinopel zurückgerufen wurde, wo ihn der Kaiser nach einem Jahr Haft blenden ließ. Dem armenischen Geschichtsschreiber Aristakes von Lastiverz zufolge wurde Nikephoros des Hochverrats bezichtigt, weil er sich mit dem georgischen König Giorgi I. verbündet hatte. Skylitzes hingegen unterstellt dem Kaiser übertriebenes Misstrauen. Sein weiteres Schicksal ist unbekannt.